# 피닉스 라이징 FC
피닉스 라이징 FC(Phoenix Rising Football Club)는 미국 애리조나주 피닉스를 연고지로 하고 있는 USL 챔피언십 소속의 프로축구단으로 피닉스 라이징 사커 스타디움을 홈 경기장으로 사용하고 있으며 창단 당시 팀명은 애리조나 유나이티드 SC(Arizona United SC)였다.

## 역대 홈경기장
- 카지노 애리조나 필드 (2017년~2020년)
- 피닉스 라이징 사커 스타디움 (2023년~현재)

## 선수 명단

### 현역
- 에밀 쿠엘로(2023 ~ )
- 다리우시 포르멜라(2023 ~ )

## 메이저 리그 사커제휴팀
- 없음

틀:피닉스 라이징 FC 선수 명단